# Eoplophysis
Eoplophysis là một chi khủng long, được Ulansky mô tả khoa học năm 2014.